# Пильёмов, Андрей Фёдорович
Андрей Фёдорович Пильёмов или Сабуров-Пильёмов — московский дворянин на службе у московского князя Василия III, посол в Казанском ханстве.

## Происхождение и семья
Дворянин из рода Сабуровых — потомок в VIII колене татарского мурзы Чета. Старший из двоих сыновей Фёдора Ивановича Сабурова по прозвищу Пильём, то есть первый в роду носивший по прозвищу отца фамилию Пильёмов, имел двух сыновей Якова и Юрия.

## Служба
Был русским послом в Казани. Известно, что Русско-казанская война 1530—1531 годов началась с того, что послу Пильёмову были нанесены какие-то оскорбления, суть которых источники не называют.